# Championnat de Tunisie de football 2014-2015
Navigation
Saison précédente Saison suivante
La saison 2014-2015 du championnat de Tunisie de football est la 60e édition de la première division tunisienne à poule unique, la Ligue Professionnelle 1. Les seize meilleurs clubs tunisiens jouent les uns contre les autres à deux reprises durant la saison, à domicile et à l'extérieur. En fin de saison, les trois derniers du classement sont relégués et remplacés par les trois meilleurs clubs de la Ligue Professionnelle 2.
L'Espérance sportive de Tunis est le tenant du titre. Ses principaux adversaires pour la victoire finale sont le Club sportif sfaxien, Club africain et l'Étoile sportive du Sahel. Les deux premiers du classement se qualifient pour la Ligue des champions de la CAF 2016 tandis que le troisième participe à la coupe de la confédération 2016.
| \| CA EST ASM ST CSHL CAB EGSG ESM ESS JSK USM CSS SG ASG ASD ESZ \| Localisation des clubs engagés dans le championnat. |
| CA EST ASM ST CSHL CAB EGSG ESM ESS JSK USM CSS SG ASG ASD ESZ                                                           |

## Participants et localisation
| Club                           | Dernière montée | Classement 2013-2014 | Stade                         | Capacité théorique | Ville      |
| ------------------------------ | --------------- | -------------------- | ----------------------------- | ------------------ | ---------- |
| Espérance sportive de Tunis    | 1936            | 1                    | Stade olympique de Radès      | 65 000             | Tunis      |
| Club sportif sfaxien           | 1939            | 2                    | Stade Taïeb-Mehiri            | 21 000             | Sfax       |
| Étoile sportive du Sahel       | 1962            | 3                    | Stade olympique de Sousse     | 28 000             | Sousse     |
| Club africain                  | 1937            | 4                    | Stade olympique de Radès      | 65 000             | Tunis      |
| Avenir sportif de La Marsa     | 2010            | 5                    | Stade Abdelaziz-Chtioui       | 7 000              | La Marsa   |
| Club athlétique bizertin       | 1990            | 6                    | Stade du 15-Octobre           | 20 000             | Bizerte    |
| Stade gabésien                 | 2012            | 5                    | Stade olympique de Gabès      | 15 000             | Gabès      |
| Jeunesse sportive kairouanaise | 2009            | 8                    | Stade Hamda-Laouani           | 10 000             | Kairouan   |
| Étoile sportive de Métlaoui    | 2013            | 9                    | Stade de Métlaoui             | 6 000              | Métlaoui   |
| Union sportive monastirienne   | 2011            | 10                   | Stade Mustapha-Ben-Jannet     | 25 000             | Monastir   |
| Club sportif de Hammam Lif     | 2006            | 11                   | Stade municipal de Hammam Lif | 8 000              | Hammam Lif |
| El Gawafel sportives de Gafsa  | 2005            | 12                   | Stade olympique de Gafsa      | 7 000              | Gafsa      |
| Stade tunisien                 | 1955            | 13                   | Stade Chedly-Zouiten          | 18 000             | Le Bardo   |
| Espérance sportive de Zarzis   | 2014            | 1(LP2)               | Stade Jlidi                   | 7 000              | Zarzis     |
| Association sportive de Djerba | 2014            | 2(LP2)               | Stade Municipal Houmt Souk    | 8 000              | Djerba     |
| Avenir sportif de Gabès        | 2014            | 3 (LP2)              | Stade olympique de Gabès      | 15 000             | Gabès      |

## Compétition

### Classement
Le barème de points servant à établir le classement se décompose ainsi :
- Victoire : 3 points
- Match nul : 1 point
- Défaite : 0 point

| Rang | Équipe                             | Pts | J  | G  | N  | P  | Bp | Bc | Diff |
| ---- | ---------------------------------- | --- | -- | -- | -- | -- | -- | -- | ---- |
| 1    | Club africain                      | 65  | 30 | 20 | 5  | 5  | 50 | 18 | +32  |
| 2    | Étoile sportive du Sahel (C) -1    | 63  | 30 | 19 | 7  | 4  | 47 | 17 | +30  |
| 3    | Espérance sportive de Tunis (T)    | 60  | 30 | 17 | 9  | 4  | 52 | 21 | +31  |
| 4    | Club sportif sfaxien               | 47  | 30 | 11 | 14 | 5  | 35 | 21 | +14  |
| 5    | Espérance sportive de Zarzis (P)   | 45  | 30 | 11 | 12 | 7  | 35 | 25 | +10  |
| 6    | Stade tunisien                     | 43  | 30 | 13 | 7  | 10 | 29 | 32 | -3   |
| 7    | Avenir sportif de La Marsa         | 43  | 30 | 10 | 13 | 7  | 32 | 37 | -5   |
| 8    | Club athlétique bizertin           | 41  | 30 | 9  | 14 | 7  | 21 | 21 | 0    |
| 9    | Jeunesse sportive kairouanaise     | 38  | 30 | 9  | 11 | 10 | 32 | 33 | -1   |
| 10   | Stade gabésien                     | 37  | 30 | 9  | 10 | 11 | 20 | 28 | -8   |
| 11   | Club sportif de Hammam Lif         | 36  | 30 | 9  | 9  | 12 | 30 | 35 | -5   |
| 12   | Étoile sportive de Métlaoui        | 32  | 30 | 7  | 8  | 14 | 24 | 40 | -16  |
| 13   | El Gawafel sportives de Gafsa      | 30  | 30 | 6  | 12 | 12 | 26 | 39 | -13  |
| 14   | Union sportive monastirienne       | 25  | 30 | 3  | 16 | 11 | 20 | 31 | -11  |
| 15   | Avenir sportif de Gabès (P)        | 19  | 30 | 5  | 4  | 21 | 21 | 44 | -23  |
| 16   | Association sportive de Djerba (P) | 17  | 30 | 4  | 5  | 21 | 23 | 56 | -33  |

|  | Qualification pour la LC 2016                                                                          |
|  | Qualification pour la CC 2016                                                                          |
|  | Relégation directe en Ligue Professionnelle 2                                                          |
|  | (T) Tenant du titre (C) Vainqueur de la coupe de Tunisie 2014-2015 (P) Club promu de deuxième division |

L'Étoile sportive du Sahel perd son match 2-0 sur tapis vert face au Club sportif de Hammam Lif et reçoit une pénalité d'un point pour avoir refusé de jouer son match lors de la vingtième journée.

### Résultats
| Résultats (▼dom., ►ext.)                                   | EST | CSS | ESS | CA  | ASM | CAB | SG  | JSK | ESM | USM | CSHL | EGSG | ST  | ASD | ASG | ESZ |
| EST                                                        |     | 2-1 | 1-0 | 2-2 | 3-1 | 1-0 | 6-1 | 1-0 | 1-0 | 0-0 | 0-1  | 4-1  | 4-1 | 5-0 | 7-1 | 2-1 |
| CSS                                                        | 0-0 |     | 1-1 | 1-1 | 3-0 | 0-0 | 1-0 | 1-1 | 0-0 | 3-1 | 2-1  | 0-0  | 2-1 | 5-0 | 2-0 | 2-1 |
| ESS                                                        | 1-1 | 0-0 |     | 2-0 | 2-0 | 2-0 | 0-0 | 2-1 | 3-0 | 3-0 | 2-0  | 0-0  | 1-0 | 4-1 | 2-0 | 2-3 |
| CA                                                         | 1-0 | 1-1 | 1-2 |     | 3-0 | 3-0 | 2-0 | 1-0 | 3-0 | 2-1 | 1-0  | 3-0  | 1-0 | 3-1 | 2-1 | 1-1 |
| ASM                                                        | 1-0 | 2-2 | 1-3 | 1-0 |     | 0-0 | 0-0 | 1-0 | 2-2 | 1-1 | 1-0  | 3-2  | 2-1 | 2-1 | 1-0 | 3-0 |
| CAB                                                        | 1-3 | 0-0 | 2-1 | 2-1 | 1-0 |     | 0-1 | 3-0 | 0-0 | 0-0 | 1-1  | 0-0  | 1-0 | 2-0 | 0-0 | 1-3 |
| SG                                                         | 1-1 | 1-0 | 0-1 | 1-0 | 0-0 | 0-0 |     | 0-0 | 3-0 | 0-0 | 1-2  | 2-2  | 0-2 | 0-1 | 2-1 | 1-0 |
| JSK                                                        | 1-1 | 0-2 | 0-1 | 0-1 | 3-3 | 0-0 | 2-1 |     | 4-0 | 1-1 | 1-1  | 1-0  | 0-0 | 3-1 | 1-1 | 0-2 |
| ESM                                                        | 0-1 | 1-1 | 1-3 | 0-1 | 1-1 | 2-0 | 2-0 | 1-4 |     | 1-0 | 1-2  | 1-2  | 1-0 | 3-1 | 0-1 | 1-0 |
| USM                                                        | 1-2 | 1-1 | 1-2 | 0-0 | 1-3 | 0-0 | 0-0 | 1-2 | 1-2 |     | 2-2  | 1-1  | 3-0 | 0-0 | 1-0 | 0-0 |
| CSHL                                                       | 0-1 | 0-0 | 2-0 | 0-3 | 2-2 | 1-1 | 1-0 | 1-2 | 1-1 | 1-1 |      | 1-1  | 1-2 | 2-1 | 2-0 | 0-1 |
| EGSG                                                       | 0-0 | 1-0 | 0-3 | 0-4 | 0-0 | 1-2 | 0-1 | 0-1 | 2-2 | 0-0 | 2-0  |      | 0-0 | 0-1 | 3-0 | 3-1 |
| ST                                                         | 2-2 | 1-0 | 0-1 | 0-4 | 0-0 | 0-0 | 3-1 | 2-2 | 2-0 | 1-0 | 1-0  | 2-0  |     | 1-0 | 2-1 | 0-0 |
| ASD                                                        | 0-1 | 1-2 | 0-0 | 1-2 | 1-1 | 1-2 | 0-1 | 1-2 | 1-0 | 1-2 | 1-2  | 2-2  | 1-2 |     | 2-1 | 2-3 |
| ASG                                                        | 2-0 | 0-1 | 0-2 | 0-1 | 4-0 | 0-2 | 0-1 | 3-0 | 0-1 | 2-0 | 1-2  | 1-2  | 0-3 | 0-0 |     | 0-0 |
| ESZ                                                        | 0-0 | 2-0 | 1-1 | 1-2 | 1-1 | 0-0 | 1-1 | 0-0 | 0-0 | 0-0 | 2-1  | 2-0  | 4-0 | 3-0 | 2-1 |     |
| - Victoire à domicile - Match nul - Victoire à l'extérieur |     |     |     |     |     |     |     |     |     |     |      |      |     |     |     |     |

### Buts marqués par journée
Ce graphique représente le nombre de buts marqués lors de chaque journée, pour un total de 496 buts en 30 journées (soit 16,53 par journée et 2,07 par match) :

### Meilleurs buteurs
| Rang | Joueur              | Club                         | Buts |
| ---- | ------------------- | ---------------------------- | ---- |
| 1    | Saber Khalifa       | Club africain                | 15   |
| 2    | Baghdad Bounedjah   | Étoile sportive du Sahel     | 11   |
| 3    | Ahmed Akaichi       | Espérance sportive de Tunis  | 10   |
| 4    | Youssef Mouihbi     | Étoile sportive du Sahel     | 9    |
| 5    | Abdelmoumene Djabou | Club africain                | 8    |
| 5    | Tijani Belaïd       | Club africain                | 8    |
| 5    | Chaker Rguiî        | Espérance sportive de Zarzis | 8    |

### Meilleurs passeurs
| Rang | Joueur             | Club                        | Passes |
| ---- | ------------------ | --------------------------- | ------ |
| 1    | Tijani Belaïd      | Club africain               | 8      |
| 2    | Saber Khalifa      | Club africain               | 7      |
| 3    | Idriss Mhirsi      | Espérance sportive de Tunis | 6      |
| 4    | Mohamed Ali Moncer | Club sportif sfaxien        | 5      |
| 4    | Ali Maaloul        | Club sportif sfaxien        | 5      |
| 4    | Hamdi Nagguez      | Étoile sportive du Sahel    | 5      |
| 5    | Mehdi Sâada        | Étoile sportive du Sahel    | 4      |

### Meilleurs gardiens
| Rang | Joueur              | Club                        | Buts | Matchs | Ratio |
| ---- | ------------------- | --------------------------- | ---- | ------ | ----- |
| 1    | Aymen Mathlouthi    | Étoile sportive du Sahel    | 13   | 26     | 0,50  |
| 2    | Wassim Naouara      | Club athlétique bizertin    | 11   | 19     | 0,58  |
| 3    | Farouk Ben Mustapha | Club africain               | 18   | 30     | 0,60  |
| 4    | Moez Ben Cherifia   | Espérance sportive de Tunis | 18   | 26     | 0,69  |
| 5    | Rami Jridi          | Club sportif sfaxien        | 20   | 27     | 0,74  |

### Meilleures affluences de la saison
| Rang | Match                    | Journée | Date             | Affluence |
| ---- | ------------------------ | ------- | ---------------- | --------- |
| 1    | Club africain - ES Tunis | J29     | 12 mai 2015      | 50 000    |
| 2    | ES Tunis - Club africain | J14     | 14 décembre 2014 | 35 000    |
| 3    | Club africain - ES Sahel | J20     | 15 décembre 2015 | 28 000    |
| 4    | ES Sahel - ES Tunis      | J25     | 23 avril 2015    | 25 000    |

## Statistiques
- Meilleure attaque : Espérance sportive de Tunis avec 52 buts marqués
- Meilleure défense : Étoile sportive du Sahel avec 17 buts encaissés
- Premier but de la saison : Wael Ben Romdhane (  14e) pour l'Association sportive de Djerba contre l'Avenir sportif de La Marsa (1-1), le 13 août 2014
- Dernier but de la saison : Saber Khalifa pour le Club africain contre l'Espérance sportive de Zarzis (2-1), le 2 juin 2015
- Premier but contre son camp : Mohamed Amine Naffati pour le Stade tunisien contre son équipe du Club sportif de Hammam Lif (2-1), le 31 août 2014
- Premier penalty : Tijani Belaïd (  24e) pour le Club africain contre l'Étoile sportive de Métlaoui (0-1), le 14 août 2014
- Premier but sur coup franc direct :
- Premier doublé : Maher Hannachi (  71e   79e) pour le Club sportif sfaxien contre l'Association sportive de Djerba (5-0), le 20 août 2014
- Premier triplé : Baghdad Bounedjah (  44e   80e   83e) pour l'Étoile sportive du Sahel contre El Gawafel sportives de Gafsa le 25 septembre 2014
- But le plus rapide d'une rencontre : Khaled Yahia (  1re) pour l'Avenir sportif de La Marsa contre l'Espérance sportive de Tunis (1-0), le 21 septembre 2014
- But le plus tardif d'une rencontre : Yassin Mikari (  90+14e) pour le Club africain contre la Jeunesse sportive kairouanaise (0-1), le 9 novembre 2014
- Plus jeune buteur de la saison :
- Plus vieux buteur de la saison :
- Journée de championnat la plus riche en buts : 30e journée (26 buts)
- Journée de championnat la plus pauvre en buts : 10e journée (10 buts)
- Nombre de buts inscrits durant la saison : 496
- Plus grand nombre de buts dans une rencontre : 8 buts
  - 7-1 pour l'Espérance sportive de Tunis contre l'Avenir sportif de Gabès, le 14 septembre 2014
- Plus large victoire à domicile : 6 buts
  - 7-1 pour l'Espérance sportive de Tunis contre l'Avenir sportif de Gabès, le 14 septembre 2014
- Plus large victoire à l'extérieur : 4 buts
  - 4-0 pour le Club africain face au El Gawafel sportives de Gafsa, le 19 octobre 2014
- Plus grand nombre de buts en une mi-temps :
- Plus grand nombre de buts dans une rencontre par un joueur : 3 buts
  - Baghdad Bounedjah (  44e   80e   83e) pour l'Étoile sportive du Sahel contre El Gawafel sportives de Gafsa le 25 septembre 2014
  - Samuel Eduok (  27e   71e   77e) pour l'Espérance sportive de Tunis contre le Stade gabésien le 9 mai 2015
- Coup du chapeau le plus rapide :
  - Baghdad Bounedjah (  44e   80e   83e) pour l'Étoile sportive du Sahel contre El Gawafel sportives de Gafsa le 25 septembre 2014
- Coups du chapeau de la saison :
  - Baghdad Bounedjah (  44e   80e   83e) pour l'Étoile sportive du Sahel contre El Gawafel sportives de Gafsa le 25 septembre 2014
  - Samuel Eduok (  27e   71e   77e) pour l'Espérance sportive de Tunis contre le Stade gabésien le 9 mai 2015
- Plus grand nombre de spectateurs dans une rencontre :
- Plus petit nombre de spectateurs dans une rencontre :
- Champion d'automne : Club africain
- Champion : Club africain

## Bilan de la saison
| Championnat de Tunisie de football 2014-2015                        |                                 |
| Champion                                                            | Club africain (13e titre)       |
| Qualifications continentales                                        |                                 |
| Ligue des champions de la CAF 2016                                  | Club africain                   |
| Ligue des champions de la CAF 2016                                  | Étoile sportive du Sahel        |
| Coupe de la confédération 2016                                      | Espérance sportive de Tunis     |
| Coupe de la confédération 2016                                      | Stade gabésien                  |
| Promotions et relégations                                           |                                 |
| Promus en Championnat de Tunisie de football                        | Avenir sportif de Kasserine     |
| Promus en Championnat de Tunisie de football                        | Union sportive de Ben Guerdane  |
| Promus en Championnat de Tunisie de football                        | Étoile olympique de Sidi Bouzid |
| Relégués en Championnat de Tunisie de football de deuxième division | Union sportive monastirienne    |
| Relégués en Championnat de Tunisie de football de deuxième division | Avenir sportif de Gabès         |
| Relégués en Championnat de Tunisie de football de deuxième division | Association sportive de Djerba  |